# Kerkápoly Endre
Kerkápoly Endre (Budapest, 1925. április 20. – Budapest, 2003. szeptember 20.) magyar építőmérnök, egyetemi tanár. A műszaki tudományok kandidátusa (1964), a műszaki tudományok doktora (1972). Az Osztrák Közlekedéstudományi Egyesület tagja. Az Európai Vasútmérnöki Egyesületek Uniója tudományos tanácsának elnöke. A MÁV Rt. igazgatóságának tagja.

## Életpályája
Szülei: Kerkápoly András és Molnár Vilma voltak. 1943–1948 között a Budapesti Műszaki és Gazdaságtudományi Egyetem Mérnöki Karának hallgatója volt. 1948–1950 között a Budapesti Műszaki és Gazdaságtudományi Egyetem vasútépítési tanszékén tanársegéd, 1950–1964 között adjunktus, 1964–1973 között docens, 1973–1995 között egyetemi tanár volt. 1964–1991 között tanszékvezető, 1969–1975 között dékánhelyettes, 1975–1981 között dékán volt. 1965-tól a Magyar Tudományos Akadémia Közlekedéstudományi Bizottságának tagja, 1985–1994 között elnöke volt. 1985–1995 között a Műszaki és Természettudományi Egyesületek Szövetségének (MTESZ) Közlekedéstudományi Egyesületének elnöke, 1995-től tiszteletbeli elnöke volt. 1989-től a Drezdai Műszaki Egyetem tiszteletbeli doktora. 1990-től a salzburgi Európai Tudományos és Művészeti Akadémia tagja volt. 1990–1994 között az MTESZ alelnöke volt. 1991–2001 között a Kossuth- és Széchenyi-díj Bizottság tagja volt. 1992–1996 között a Magyar Ösztöndíj Bizottság tagja, 1994–1996 között elnöke volt. 1995-ben nyugdíjba vonult. 1998-tól nyugdíjas professzor volt.
Kutatási területe: a vasúti pálya és állomások építése valamint fenntartása. A városi villamosvasutak és földalatti gyorsvasutak vonalvezetése, pályaszerkezete és fejlesztése, valamint a városi tömegközlekedés.

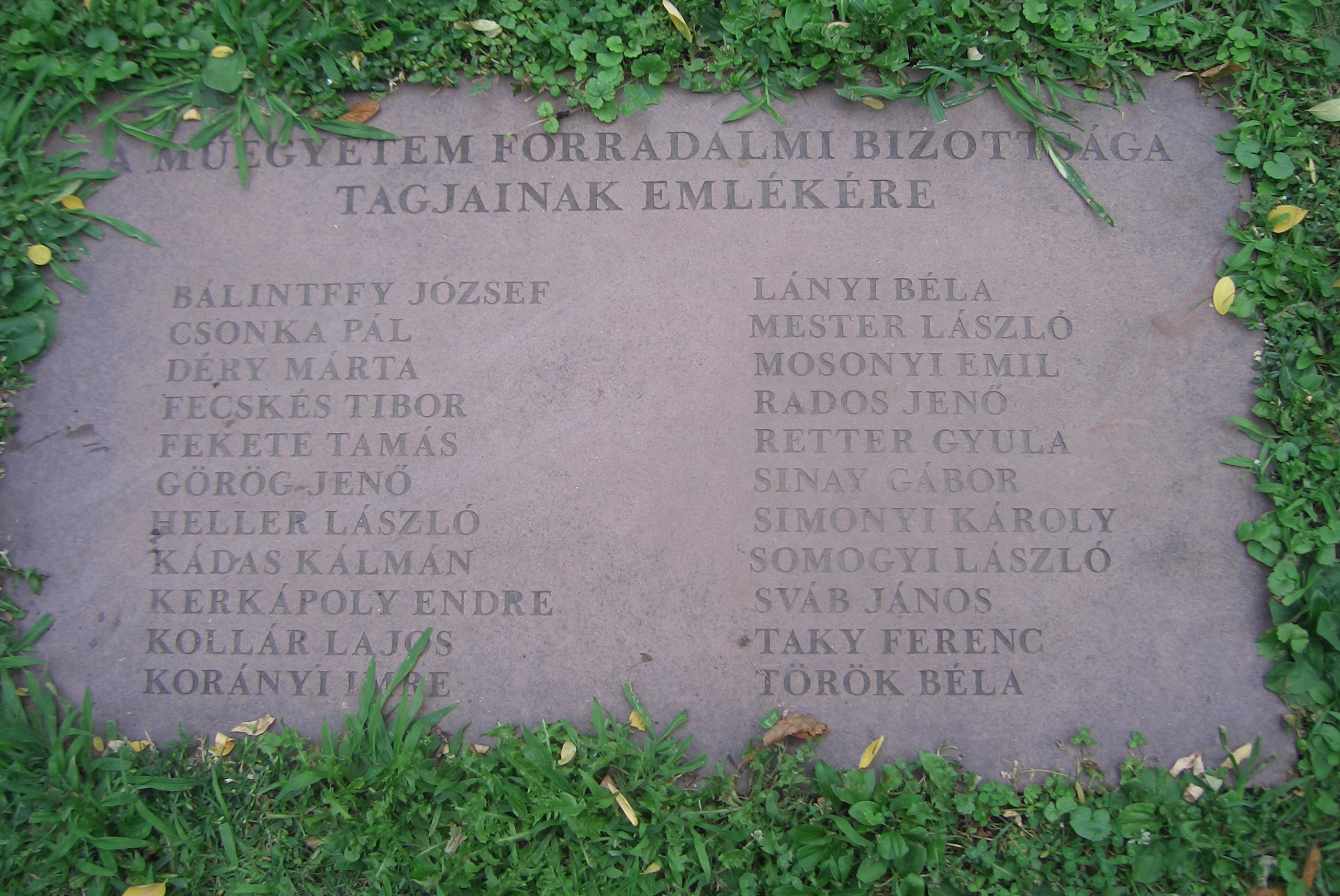
Neve a forradalmi bizottság tagjainak emléktábláján, a Műegyetemen

## Magánélete
1951-ben házasságot kötött Bogyó Zsuzsannával. Két fiuk született: István (1952) és Endre (1955).

## Művei
- Vasútvonalak tervezése és korszerűsítése (1968)
- Földalatti vasutak pályaszerkezetei (1974)
- Különleges vasutak (1978)
- Mérnöki kézikönyv IV/3. (1990)
- Vasúthistória évkönyv (1998)
- Vasútépítés és pályafenntartás (1999)

## Díjai
- Jáky József-emlékérem (1967)
- Reitter Ferenc-díj (1983)
- MTESZ-díj (1984)
- Pro urbe Budapest (1988)
- Széchenyi-díj (1991)
- 1956-os Emlékérem (1992)[2]
- Eötvös József-koszorú (1998)
- Pro Scientia Transsylvanica Érem (2000)[3]
- A Magyar Köztársasági Érdemrend középkeresztje (2000)[2]
- Zielinski Szilárd-díj (2002)[3]
- Budapest díszpolgára (posztumusz) (2015)